# Kevin Ceceri
Kevin Alejandro Ceceri (Olavarría, Buenos Aires, Argentina; 2 de febrero de 1996) es un futbolista argentino. Juega como defensa y su equipo actual es Steaua București de la Liga II de Rumania.

## Clubes
| Club                     | País      | Año       |
| ------------------------ | --------- | --------- |
| Gimnasia y Esgrima L. P. | Argentina | 2016-2018 |
| Real Balompédica Linense | España    | 2018      |
| Guillermo Brown          | Argentina | 2019      |
| San José                 | Bolivia   | 2020      |
| Al-Hussein Irbid         | Jordania  | 2020      |
| Sportivo Desamparados    | Argentina | 2021      |
| Unión San Felipe         | Chile     | 2022-2023 |
| San Telmo                | Argentina | 2023-2024 |
| CSA Steaua București     | Rumania   | 2024-Act. |